# Tissanna Hickling
Tissanna Hickling (7 gennaio 1998) è una lunghista giamaicana.

## Biografia
Hickling debutta nelle competizioni nazionali a partire dal 2012 nel salto in lungo. Dopo aver vinto alcune medaglie ai Giochi CARIFTA e partecipato ai Mondiali allievi in Colombia, debutta nella nazionale seniores partecipando alla World Cup di Londra e vincendo una medaglia di bronzo ai Campionati NACAC di Toronto. Nel 2019 ha conquistato una medaglia di bronzo ai Giochi panamericani e partecipato ai Mondiali del Qatar.

## Palmarès
| Anno | Manifestazione              | Sede           | Evento         | Risultato | Prestazione | Note                                     |
| ---- | --------------------------- | -------------- | -------------- | --------- | ----------- | ---------------------------------------- |
| 2015 | Mondiali allievi            | Cali           | Salto in lungo | 14ª (q)   | 5,85 m      |                                          |
| 2016 | Giochi CARIFTA U20          | Saint George's | Salto in lungo | Bronzo    | 5,84 m      |                                          |
| 2016 | Giochi CARIFTA U20          | Saint George's | Salto triplo   | Bronzo    | 12,17 m     |                                          |
| 2016 | Campionati NACAC U23        | San Salvador   | Salto in lungo | 6ª        | 5,70 m      |                                          |
| 2016 | Campionati NACAC U23        | San Salvador   | Salto triplo   | 5ª        | 12,68 m     |                                          |
| 2017 | Giochi CARIFTA U20          | Willemstad     | Salto in lungo | Oro       | 6,22 m      |                                          |
| 2017 | Giochi CARIFTA U20          | Willemstad     | Salto triplo   | Argento   | 12,87 m     |                                          |
| 2017 | Giochi CARIFTA U20          | Willemstad     | 4×100 m        | Oro       | 44"83       |                                          |
| 2017 | Campionati panamericani U20 | Trujillo       | Salto in lungo | Argento   | 6,36 m      |                                          |
| 2017 | Campionati panamericani U20 | Trujillo       | Salto triplo   | 6ª        | 12,85 m     |                                          |
| 2018 | Campionati NACAC            | Toronto        | Salto in lungo | Bronzo    | 6,38 m      |                                          |
| 2019 | Giochi panamericani         | Lima           | Salto in lungo | Bronzo    | 6,59 m      |                                          |
| 2019 | Mondiali                    | Doha           | Salto in lungo | 16ª (q)   | 6,49 m      |                                          |
| 2021 | Giochi olimpici             | Tokyo          | Salto in lungo | 25ª (q)   | 6,19 m      |                                          |
| 2023 | Mondiali                    | Budapest       | Salto in lungo | 30ª (q)   | 6,29 m      |                                          |
| 2024 | Mondiali indoor             | Glasgow        | Salto in lungo | 10ª       | 6,43 m      | Miglior prestazione personale stagionale |